# Cắt nhỏ bụng hung
Cắt nhỏ bụng hung, tên khoa học Microhierax caerulescens, là một loài chim trong họ Falconidae. là một loài chim săn mồi trong họ chim Cắt (Falconidae.) Nó được tìm thấy ở Bangladesh, Bhutan, Campuchia, Trung Quốc, Pakistan, Ấn Độ, Lào, Myanmar, Nepal, Thái Lan, và Việt Nam. Môi trường sống tự nhiên của nó là các rừng ôn đới.